# Takamitsu Tomiyama
Takamitsu Tomiyama (富山 貴光 Tomiyama Takamitsu?), född 26 december 1990 i Tochigi prefektur, är en japansk fotbollsspelare.
Tomiyama började sin karriär 2013 i Omiya Ardija. Han spelade 53 ligamatcher för klubben. Efter Omiya Ardija spelade han för Sagan Tosu, Albirex Niigata och Omiya Ardija.